# Marcus Antonius Antyllus
Marcus Antonius Antyllus Creticus var son till Marcus Antonius i dennes äktenskap med Fulvia. Han avrättades i Alexandria omkring 1 augusti år 30 f.Kr.